# Broteochactas danielleae
Espèce
Broteochactas danielleae est une espèce de scorpions de la famille des Chactidae.

## Distribution
Cette espèce se rencontre au Guyana et au Brésil au Pará.

## Description
La femelle holotype mesure 24,1 mm.

## Étymologie
Cette espèce est nommée en l'honneur de Danielle Decrouez.

## Publication originale
- Lourenço, 2007 : Further additions to the scorpion fauna of the Guayana region of South America. Revue Suisse de Zoologie, vol. 114, no 3, p. 513-519 (texte intégral).